# آقچه‌دره، خواجه‌لار
اکسادیر، هوکالار (به لاتین: Akçadere, Hocalar) یک منطقهٔ مسکونی در ترکیه است که در استان افیون قره‌حصار واقع شده‌است.